# جون جوزيف كيتشن
جون جوزيف كيتشن (بالإنجليزية: John Joseph Kitchen) هو قاضي ومحامي أمريكي، ولد في 29 ديسمبر 1911 في كامدن في الولايات المتحدة، وتوفي في 21 سبتمبر 1973 في ودبيري في الولايات المتحدة.